# Bestair
Не следует путать с авиакомпанией Best Air из Бангладеш.
Bestair — турецкая чартерная авиакомпания, существовавшая с 2005 по 2010 год. Базовым аэропортом был Стамбульский аэропорт имени Ататюрка.

## История
Авиакомпания была создана в декабре 2005 года, как дочерняя компания Tunca Group. 
Первым самолётом авиакомпании был McDonnell Douglas MD-82 купленный у авиакомпании MNG Airlines. Полёты на нём стартовали летом 2006 года. В планах было летать из Турции в Германию, Францию, Боснию и Герцеговину. Для этого планировалось приобрести три самолёта Airbus A321 после октября 2006.
С 2007 года самолёты периодически отдавались в лизинг авиакомпаниям Mihin Lanka, Onur Air, Ariana Afghan Airlines, Mahan Airlines.
В итоге октябре 2009 года авиакомпания прекратила полёты.
На февраль 2010 не была закончена процедура банкротства авиакомпании.

## Флот
Флот Bestair включал в себя один самолёт McDonnell Douglas MD-82 (TC-TUA) и два самолёта Airbus A321 (TC-TUB и TC-TUC).
- Взлёт McDonnell Douglas MD-82 (TC-TUA) в аэропорту Штутгарта
- Airbus A321 (TC-TUB) в аэропорту Дюссельдорфа
- Airbus A321 (TC-TUC) в аэропорту Дюссельдорфа